# Bulasconotus solomon
Bulasconotus solomon es una especie de coleóptero de la familia Zopheridae.

## Distribución geográfica
Habita en las Islas Salomón.